# An-Nisa, 34
An-Nisa 4:34 är den trettiofjärde versen i det fjärde kapitlet av Koranen. Denna vers fastställer makens roll som beskyddare och upprätthållare av sin hustru och hur han ska hantera illojalitet från hennes sida. Forskare har olika uppfattningar om innebörden av denna vers, och många muslimska forskare hävdar att den fungerar som ett avskräckande exempel på ilskebaserat våld i hemmet. Översättningen av versen är också ett debattämne bland muslimska teologer, och kan översättas som "slå dem [fruarna]" eller "slå dem [lätt]" eller "tillrättavisa dem handgripligen" eller "gissla dem", beroende på översättaren. Dessutom, som det sägs i en hadith skriven av Abu Huraira, var det förbjudet att slå någon över ansiktet.

## Versen

### Svensk översättning
Mohammed Knut Bernströms översättning av versen i Koranens budskap:
(Sura 4:34) MÄNNEN SKALL ha ansvar för och omsorg om kvinnorna med [den styrka och] de andra företräden som Gud har gett dem, och i egenskap av [kvinnornas] försörjare. Rättfärdiga kvinnor förrättar ödmjukt sin andakt [inför Gud] och döljer [för andra] det som Gud har dolt. Om ni ser tecken på illvilja hos dem, förmana dem då och varna dem och [om detta inte hjälper] håll er borta från deras nattläger och [som sista utväg] tillrättavisa dem handgripligen. Om de sedan visar sig medgörliga, sök då inte sak med dem. Gud är upphöjd, stor [i försvaret av de svagare].

### Originalversen
الرِّجَالُ قَوَّامُونَ عَلَى النِّسَاءِ بِمَا فَضَّلَ اللَّهُ بَعْضَهُمْ عَلَىٰ بَعْضٍ وَبِمَا أَنفَقُوا مِنْ أَمْوَالِهِمْ ۚ فَالصَّالِحَاتُ قَانِتَاتٌ حَافِظَاتٌ لِّلْغَيْبِ بِمَا حَفِظَ اللَّهُ ۚ وَاللَّاتِي تَخَافُونَ نُشُوزَهُنَّ فَعِظُوهُنَّ وَاهْجُرُوهُنَّ فِي الْمَضَاجِعِ وَاضْرِبُوهُنَّ ۖ فَإِنْ أَطَعْنَكُمْ فَلَا تَبْغُوا عَلَيْهِنَّ سَبِيلًا ۗ إِنَّ اللَّهَ كَانَ عَلِيًّا كَبِيرًا

### Translitteration
ar-rijālu qawwamūna ʿala -n-nisāʾi bimā faḍḍala - llāhu baʿḏahum ʿala baʿḍin wa bimā ʾanfaqū min ʾamwālihim fa-ṣ-ṣāliḥātu qānitātun ḥāfiẓātun l-il-ghaybi bimā ḥafiẓa -llāhu wa-l-lātī takhāfūna nushūzahunna fa-ʿiẓūhunna w-ahjurūhunna fi-l-maḍājiʿ w-aḍribūhunna fa ʾin ʾaṭaʿnakum falā tabghū ʿalayhinna sabīlan ʾinna -llāha kāna ʿalīyyan kabīran